# Markenbekanntheit
Unter Markenbekanntheit versteht man einen Wert, der durch die Befragung von Zielgruppen ermittelt wird. Der Wert gibt an, wie viel Prozent der Befragten sich in den Tests an eine bestimmte Marke erinnern konnten.
Es wird untersucht, unter welchen Bedingungen sich die Testpersonen an die Marke erinnern, und ob sie die Marke beim Wiedererkennen der richtigen Produktkategorie zuordnen konnten.
Markenbekanntheit ist Voraussetzung dafür, dass der Konsument der Marke ein Image zuordnen und Assoziationen mit ihr verknüpfen kann. Bei Kaufentscheidungsprozessen werden außerdem vorzugsweise Marken berücksichtigt, die bereits bekannt sind. 
Konsumenten können gegenüber einer Marke Vertrauen und Zuneigung entwickeln (siehe Markenvertrauen). Diese affektiven Komponenten können von hoher Bedeutung sein, wenn es sich um eine Low-Involvement-Situation handelt und der Konsument nicht das Interesse oder die Fähigkeit besitzt, sich spezifisches Produkt- oder Markenwissen anzueignen. Das Markenbedeutungswissen, das in einer Sprachgemeinschaft tatsächlich vorhanden ist, kann mittels  linguistischer Methoden untersucht werden, wobei nicht die Untersuchung des Wissens vieler einzelner Konsumenten im Fokus steht, sondern das in der Sprachverwendung zum Ausdruck kommende Wissen, das die Markenbekanntheit global erfasst.

## Tiefe der Markenbekanntheit
„Tiefe der Markenbekanntheit“ ist gleichbedeutend mit der Häufigkeit, mit der eine Marke erkannt oder erinnert wird. 
Bei der Tiefe der Markenbekanntheit unterscheidet man zwischen einer aktiven, ungestützten Erinnerung (Brand Recall) und einer passiven, gestützten Wiedererkennung (Brand Recognition). 
Die Werte für Markenbekanntheit werden auf einer Skala angegeben, auf der es diese beiden Extrempunkte gibt:  Auf der einen Seite Personen, die einfach nur vage die Vorstellung haben, dass eine bestimmte Marke existiert, auf der anderen Seite Personen, die glauben, dass es in der jeweiligen Produktkategorie keine Alternative zu der betreffenden Marke gibt.

## Breite der Markenbekanntheit
Angaben zur Breite der Markenbekanntheit sagen etwas über die Zahl der Kauf- und Verwendungssituationen, in denen eine Marke eine Rolle spielen kann.

## Konsumforschung
Die Gesellschaft für Konsumforschung ermittelt jährlich die erfolgreichsten Marken in Deutschland. Diese wird ermittelt nach dem tatsächlichen wirtschaftlichen Markterfolg (Share of Market) und der Beliebtheit der Marke in der Wahrnehmung der Verbraucher (Share of Soul). Seit 2004 wird in Deutschland ein Markenranking „best brands“ veröffentlicht.